# Реутов Кость Васильович
Кость Васильович Реутов (3 жовтня 1896 — 3 квітня 1968) — підполковник Армії УНР.

## Життєпис
Народився в м. Харків. Останнє звання у російській армії — підпоручик.
У 1917 р. — один з учасників українізації 6-го армійського корпусу та перетворення його на 2-й Січовий Запорізький військ Центральної Ради.
У 1918 р. — старшина 2-го Запорізького полку Армії Української Держави, був підвищений гетьманом П. Скоропадським до ранги значкового. У 1919 р служив у Запорізькому корпусі та Запорізькій групі Дієвої армії УНР. 1920 р. — старшина штабу 6-ї Січової дивізії Армії УНР.
У 1928 р. закінчив гідротехнічний відділ Української господарської академії у Подєбрадах. Потому мешкав на еміграції у Чехословаччині.
Помер та похований у м. Гартфорді (США).

## Вшанування
Розпорядженням Харківської обласної військової адміністрації № 513 В від 26.07.2024 «Про перейменування об'єктів топонімії міста Харкова» проїзд Братський 1-й у місті Харкові, перейменували на проїзд Костя Реутова.